# Harsányi János
| Harsányi János                            | Harsányi János                                   |
| Kattints az alábbi külső linkek egyikére! | Kattints az alábbi külső linkek egyikére!        |
| ----------------------------------------- | ------------------------------------------------ |
| Nem található szabad kép.(?)              |                                                  |
| külső link · jogvédett                    | Harsányi János – 1936-1937, KöMaL arcképcsarnok. |

Harsányi János (Budapest, 1920. május 29. – Berkeley, Kalifornia, 2000. augusztus 9.), John Charles Harsányi, John C. Harsanyi: magyar származású Nobel-díjas amerikai közgazdász, a játékelmélet, azon belül pedig főként a nem kooperatív információs játékok, az úgynevezett Bayesian-játékok kutatója, illetve azok közgazdaságtanon belüli alkalmazásának megteremtője. Fontos hozzájárulást nyújtott a játékelmélet és a gazdasági érvelés alkalmazásához a politikai és erkölcsi filozófia terén (konkrétan az utilitarizmus etika szempontjából), valamint döntő jelentőségű volt egyensúlyelemzés tanulmányozása eredménye. Munkája eredményeként John Forbes Nash-sal és Reinhard Seltennel megkapta az 1994-es közgazdasági tudományos Nobel-díjat. Marx György szerint ő is egy volt a marslakók közül.

## Élete

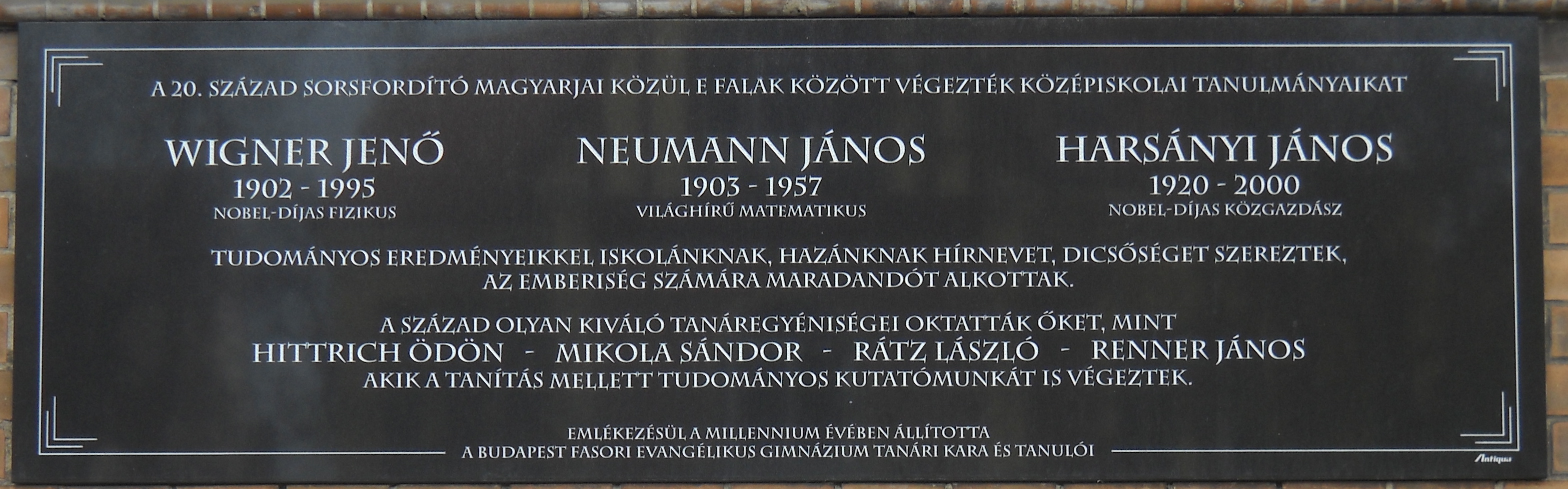
Wigner Jenő, Neumann János és Harsányi János emléktáblája

Harsányi (született Gombos) Alice és Harsányi Károly zuglói gyógyszerész, gyógyszertár tulajdonos gyermekeként született. Szülei egy évvel születése előtt kikeresztelkedtek zsidó vallásukból római katolikussá.
Édesapja a Fasori Evangélikus Gimnáziumba íratta be, melynek színeiben a nagy hagyományokkal rendelkező Középiskolai Matematikai és Fizikai Lapok (népszerű rövidítése: KöMaL) kitűnő tehetségű feladatmegoldójává vált, valamint első díjat nyert a középiskolás diákok Eötvös matematikaversenyén. 1938-ban megszerzett érettségije után matematikát és filozófiát kezdett hallgatni, édesapja azonban 1939-ben Franciaországba küldte, hogy a Lyoni Egyetemen tanuljon tovább vegyészmérnöknek. A második világháború kitörése miatt azonban visszatért Magyarországra, hogy aztán a Budapesti Egyetemen (ma Eötvös Loránd Tudományegyetem) édesapja kedvéért – aki egyetlen gyermekére akarta hagyni a patikáját – gyógyszerészeti tanulmányokat folytasson. Egyetemistaként a háború alatt katonai halasztást kapott.1944-ben megszerezte diplomáját.
Zsidó származása miatt 1944 májusától novemberéig munkaszolgálatos volt Budapesten. 1945-ben századát Ausztriába deportálták, ő azonban megszökött a pályaudvarról, és Raile Jakab jezsuita szerzetesnél bujdosott a Mária utcai kolostor pincéjében. Önéletrajzában így írt erről: „1944 májusában behívtak munkaszolgálatra, Pest környéki gyárakban kellett árut vinnünk. Október 15-én Szálasiék átvették a hatalmat, de minket egy ideig a vatikáni védlevél megóvott. Nemsokára azonban kivittek a pályaudvarra deportálásra. Láttam, hogy itt a döntés pillanata. Nagyon sajnáltam otthagyni a hátizsákomat és szép pulóverem. A végén mégis otthagytam. Elég jó télikabát volt rajtam, az Északi teherpályaudvaron sok civil is sétált. Így levettem a sárga karszalagom és elvegyültem az emberek közt és szépen kisétáltam a pályaudvarról. A Mária utcai jezsuita rendház főnöke adott menedéket. Többször volt nyilas razzia, de házkutatás során nem találtak meg a nyilasok, pedig nem lett volna nehéz megtalálni engemet. Azt hiszem megvesztegették őket. 1945. január 17-én érkeztek meg az oroszok, akkor lettem újra szabad."
Később előadásokat hallgatott a Katolikus Hittudományi Főiskolán. 1946-tól filozófiát hallgatott, 1947-ben doktorált, majd Szalai Sándor szociológiai intézetében tanársegéd lett. 1948-ban a gyógyszertárak államosítása után leendő feleségével, Klauber Annával Ausztriába menekült. 1950-ben Ausztráliába emigrált, ahol három évig gyári munkásként dolgozott. 1954-1956 között a Brisbane-i Egyetemen közgazdaságtant tanított. 1956-ban Rockefeller-ösztöndíjat kapott a Stanford Egyetemre. Kenneth Arrow mellett 1958-ban közgazdasági doktorátust szerzett. Disszertációjának címe: A Bargaining Model for the Cooperative n-Person Game. Főként matematikát és statisztikát tanult. 1958-ban feleségével visszatért Ausztráliába, és a Canberrai Egyetemen lett kutató. Arrow segítségével 1961-ben a Detroiti Egyetemen kapott állást. 1964-ben a Kaliforniai Egyetem professzora lett. Ekkor született egyetlen gyermeke, Tom.
A Berkeley-n a tanítás mellett Harsányi kiterjedt kutatást folytatott a játékelmélet területén. Harold W. Kuhn, Neumann János egykori Princeton Egyetemi hallgatója, akinek már volt több játékelmélettel kapcsolatos publikációja volt, ösztönözte őt a játékelmélet további, mélyebb kutatására. A megoldandó, alapvető problémát az jelentette, hogy a vetélkedő játékosok többnyire nincsenek minden információ birtokában és nem ismerik az ellenfél kártyáit (bombáit, rakétáit) és szándékait sem, ezért tárgyalniuk kell. Harsányinak sikerült visszavezetnie ezt a problémát Neumann „jól informált játékosok” elméletéhez. „Tavaly ebből lett a Nobel-díj” –  summázott egyszerűen 1995-ben, magyarországi hazalátogatásakor.
1966 és 1968 között Harsányi egy játékteoretikus csoport tagja volt, amelynek feladata az Egyesült Államok Fegyverzet-ellenőrzési és Leszerelési Ügynökségének történő rendszeres tanácsadása volt, a Mathematicával, a Princetoni Egyetem tanácsadó csoportjával, a fentebb már említett Harold Kuhn és Oskar Morgenstern vezetése mellett.
1994-ben – John Forbes Nashsel és Reinhard Seltennel megosztva – „A nem kooperatív játékok elméletében az egyensúlyelemzés terén végzett úttörő munkásságért” elnyerte a közgazdasági Nobel-emlékdíjat.
Élete végén Alzheimer-kórban szenvedett. 80 évesen, szívrohamban hunyt el.

## Emlékezete
Emlékezetére a Magyar Iparszövetség Oktatási Központ Alapítvány 2003-ban megalapította a Harsányi János Főiskolát, 1135 Budapest, Szent László út 59. alatti székhellyel (2011 óta az intézmény az Edutus Egyetem részeként működik).
Nevét őrzi a 423433 Harsányi kisbolygó.

## Főbb művei
- Essays on ethics, social behavior, and scientific explanation; Reidel, Dordrecht–Boston, 1976 (Theory and decision library)
- Rational behavior and bargaining equilibrium in games and social situations; Cambridge University Press, Cambridge, 1977
- John C. Harsanyi: A new solution concept for both cooperative and noncooperative games / Reinhard Selten: Experimentelle Wirtschaftsforschung; Westdeutscher, Opladen, 1979 (Vorträge Rheinisch-Westfälische Akademie der Wissenschaften, Natur-, Ingenieur- und Wirtschaftswissenschaften)
- Papers in game theory; Reidel, Dordrecht–Boston–London, 1982 (Theory and decision library)
- John C. Harsanyi–Reinhard Selten: A general theory of equilibrium selection in games; MIT Press, Cambridge–London, 1988
- A filozófiai tévedések logikai alkata. Bölcsészdoktori értekezés, Budapest, 1947; Cepoliti, Budapest, 2018